# کارلوس کوردوبا
کارلوس کوردوبا (انگلیسی: Carlos Córdoba؛ زادهٔ ۵ نوامبر ۱۹۵۸) بازیکن فوتبال اهل آرژانتین است.
از باشگاه‌هایی که در آن بازی کرده‌است می‌توان به باشگاه فوتبال بوکا جونیورز اشاره کرد.